# Bill Legend
William Arthur Fifield (Essex, Inglaterra, 8 de mayo de 1944) es un músico británico, conocido por ser baterista de la banda de glam rock T.Rex entre los años 1971 a 1974.

## Biografía
Luego de dejar la escuela trabajó como artista comercial, mientras que tocaba la batería en varias bandas locales. Inició su carrera cuando entró como baterista a la banda Legend, liderada por Mickey Jupp. Durante una presentación en vivo, el vocalista y líder de T. Rex Marc Bolan lo vio y a través del productor Tony Visconti lo invitó a integrarse a la agrupación. 
Tras familiarizarse con los trabajos previos de la banda, aceptó incorporarse a fines de 1970 al mismo tiempo que lo hacía el bajista Steve Currie. En aquel momento adoptó el nombre artístico de Bill Legend, luego que Bolan sugiriera colocarse ese apellido en honor a la banda del cual él provenía. Su primera participación con T. Rex fue en el sencillo «Hot Love» y desde entonces participó en los álbumes Electric Warrior, The Slider, Tanx y Zinc Alloy and the Hidden Riders of Tomorrow. En 1974 se retiró de la banda tras el decline comercial del grupo y se dedicó a ser baterista de sesión.
En la actualidad Bill es el único miembro de T. Rex, de su etapa más exitosa, que todavía está vivo tras las muertes de Marc Bolan en 1977, de Steve Currie en 1981, Steve Peregrin Took en 1980 y de Mickey Finn en el 2003.

## Discografía

### con T. Rex
- 1971: Electric Warrior
- 1972: The Slider
- 1973: Tanx
- 1974: Zinc Alloy and the Hidden Riders of Tomorrow